# Jack E. Robinson III
Jack Errol Robinson III (Roxbury, Massachusetts; 12 de mayo de 1960-Duxbury, Massachusetts; 20 de noviembre de 2017) fue un político estadounidense, miembro del Partido Republicano en su estado natal.
Fue candidato al Senado de Estados Unidos en 2000, cuando compitió con Ted Kennedy (Partido Demócrata) y Carla Howell (Partido Libertario), perdiendo contra Kennedy. Compitió en 2002 para la secretaría del estado de Massachusetts, perdiendo contra William F. Galvin, y por el 9.º distrito de la Cámara de representantes en Massachusetts en 2006, perdiendo contra Stephen Lynch.
En 2009 compitió contra Scott Brown en las primarias del Partido para llenar el asiento del senador Ted Kennedy, pero perdió contra Brown en las primarias.

## Primeros años
Robinson creció en el vecindario de Roxbury en Boston en una familia involucrada en el partido republicano durante seis generaciones.
En 1975, apareció como extra en la película Tiburón
Realizó estudios de pregrado en la Universidad Brown y se tituló en Leyes y Negocios posteriormente en Harvard. Después de graduarse trabajo como ejecutivo para Eastern AirLines y renunció para crear su propia compañía de telefonía celular

## Carrera de negocios
Robinson trabajó en una variedad de posiciones ejecutivas en la industria aeronáutica con Continental Airlines y Eastern Airlines, y se convirtió el presidente de una aerolínea más joven en la historia moderna de la aviación estadounidense cuando trabajo como presidente de Eastern Express – En ese tiempo una de las aerolíneas regionales más grandes de Estados Unidos. También trabajó en la industria con  MasterCard International
Más tarde ingresó a la industria de la telecomunicación inalámbrica, donde fundó la mayor compañía celular digital en la Caribbean—Oceanic Digital Communications (vendida más tarde al empresario más rico del mundo, el mexicano  Carlos Slim), y viajó a muchos países en desarrollo, incluyendo Pakistán y Afganistán, buscando construir redes delulares en aquellos países.
Hoy en día es consejero general de Benistar, la mayor administradora externa de planes de salud y bienestar de empleadores en los Estados Unidos y el único TPA que ha aprobado una auditoría SAS 70 Nivel II de Price Waterhouse Coopers.

## Filosofía política
La filosofía política de Robinson es ecléctica, combinando visiones económicas conservadoras (libre mercado y menores impuestos a las ganancias personales y de capital), con miradas sociales más moderadas tales como fuerte apoyo a los derechos de los homosexuales (incluyendo el matrimonio unisexual) e iniciativas de energías alternativas (incluyendo el proyecto energético de Cape Wind). En este aspecto puede considerársele similar al anterior Gobernador William Weld quien también fue un liberal socialista y fiscal conservador.  Se posiciona a sí mismo como un  emprendedor altamente respetado, abogado, y líder empresarial que combina una inspirada historia personal de la pobreza a la riqueza, con más de 25 años de experiencia resolviendo problemas de negocios y crando puestos de trabajo.  Promete crear trabajos, reducir el gasto público, prevenir los aumentos de impuestos destructores de puestos de trabajo, eliminar la deuda nacional de los Estados Unidos de multi-trillones de dólares, y arreglar la economía de los Estados Unidos.

## El informe Robinson
Durante el ejercicio de su denominación senatorial del 2000, la propia página web de Robinson publicó "The Robinson Report", un informe que explica todo incidente en su vida privada de los que el pensó que podría ser víctima de ataques. El informe incluía una orden de restrioción de una examiga en contra suya (la que fue desechada), un cargo por manejo en estado de ebriedad (también desechado después que pasó el test de Breathalyzer), y un arresto por no pagar un parte por exceso de velocidad. 
El informe condujo a ser repudiado por el gobernador republicano de Massachusetts  Paul Cellucci y por el Partido Republicano del estado de Massachusetts.

## Candidatura al cargo

### Senado de los Estados Unidos, 2000
| Elección para Secretario de Estado por Massachusetts, 2002 | Elección para Secretario de Estado por Massachusetts, 2002 | Elección para Secretario de Estado por Massachusetts, 2002 | Elección para Secretario de Estado por Massachusetts, 2002 | Elección para Secretario de Estado por Massachusetts, 2002 | Elección para Secretario de Estado por Massachusetts, 2002 |
| Partido                                                    | Partido                                                    | Candidato                                                  | Votos                                                      | %                                                          | ±%                                                         |
| ---------------------------------------------------------- | ---------------------------------------------------------- | ---------------------------------------------------------- | ---------------------------------------------------------- | ---------------------------------------------------------- | ---------------------------------------------------------- |
|                                                            | Demócrata                                                  | Ted Kennedy                                                | 1,889,494                                                  | 72.69                                                      | +14.62                                                     |
|                                                            | Republicano                                                | Jack E. Robinson III                                       | 334,341                                                    | 12.86                                                      | -28.15                                                     |
|                                                            | Libertario                                                 | Carla Howell                                               | 308,860                                                    | 11.88                                                      | +11.22                                                     |
|                                                            | Constitucionalista                                         | Philip F. Lawler                                           | 42,113                                                     | 1.62                                                       | +1.62                                                      |
|                                                            | Independiente                                              | Dale E. Friedgen                                           | 13,687                                                     | 0.53                                                       | +0.53                                                      |
|                                                            | Timesizing Not Downsizing                                  | Philip Hyde III                                            | 8,452                                                      | 0.33                                                       | +0.33                                                      |
|                                                            |                                                            | Todos los demás                                            | 2,473                                                      | 0.10                                                       | +0.07                                                      |
| Total votos                                                | Total votos                                                | Total votos                                                | 2,599,420                                                  | 100%                                                       |                                                            |

### Secretario de la Commonwealth, 2002
| Elecciones para el senado de Estados Unidos en Massachusetts, 2000 | Elecciones para el senado de Estados Unidos en Massachusetts, 2000 | Elecciones para el senado de Estados Unidos en Massachusetts, 2000 | Elecciones para el senado de Estados Unidos en Massachusetts, 2000 | Elecciones para el senado de Estados Unidos en Massachusetts, 2000 | Elecciones para el senado de Estados Unidos en Massachusetts, 2000 |
| Partido                                                            | Partido                                                            | Candidato                                                          | Votos                                                              | %                                                                  | ±%                                                                 |
| ------------------------------------------------------------------ | ------------------------------------------------------------------ | ------------------------------------------------------------------ | ------------------------------------------------------------------ | ------------------------------------------------------------------ | ------------------------------------------------------------------ |
|                                                                    | Demócrata                                                          | William F. Galvin                                                  | 1,472,562                                                          | 73.97                                                              | +                                                                  |
|                                                                    | Republicano                                                        | Jack E. Robinson III                                               | 516,260                                                            | 25.93                                                              | -                                                                  |
|                                                                    | Write in                                                           |                                                                    | 1,839                                                              | 0,09                                                               | +                                                                  |
| Total votos                                                        | Total votos                                                        | Total votos                                                        | 1,990,654                                                          | 100%                                                               |                                                                    |

### Congreso de los Estados Unidos, 2006 (9º Distrito)
Robinson recibió 25.71% de los votos contra el congresal incumbente Steven Lynch.

## Publicaciones
- Freefall: The Needless Destruction of Eastern Air Lines and the Valiant Struggle to Save It (Harpercollins, 1992) ISBN 0-88730-556-3